# Gustavo Delgado (siatkarz)
Gustavo Delgado Escribano (ur. 21 stycznia 1986 w Móstoles) – hiszpański siatkarz, grający na pozycji przyjmującego, reprezentant Hiszpanii.

## Sukcesy klubowe
Superpuchar Hiszpanii:
- 2006, 2010[3], 2011[4], 2021

Puchar Króla Hiszpanii:
- 2007[5], 2009[6], 2010[7], 2021

Mistrzostwo Hiszpanii:
- 2021
- 2010, 2011, 2012, 2015
- 2022[8]

## Sukcesy reprezentacyjne
Liga Europejska:
- 2012

## Nagrody indywidualne
- 2012: Najlepszy przyjmujący Ligi Europejskiej